# Оноприенко, Виктор Иванович
 Виктор Иванович Оноприенко  (2 июня 1834—31 марта 1905) — русский полицейский администратор, генерал-лейтенант (06.12.1898).

## Биография
Из дворян. Родился 2 июня 1834 года. Окончил Петровский Полтавский кадетский корпус (1854). Вступил в службу 17.06.1854 прапорщиком в гвардейскую артиллерию, в которой прослужил до 1865 года (чины: с 23.09.1856 — подпоручик, с 26.08.1858 — поручик, с 19.05.1865 — штабс-капитан), в чине штабс-капитана 19.05.1865 был переведен в армейскую кавалерию чином капитана.
С 31.03.1868 — майор. С 30.06.1875 — подполковник. В 1868 году перешел на службу по Отдельному корпусу жандармов: последовательно занимал должности начальника уездного жандармского управления (с 09.08.1868 по 24.09.1871), помощника начальника губернского жандармского управления (с 24.09.1871 по 05.04.1873), наконец начальника губернского жандармского управления (с 15.08.1878). С 01.04.1879 — полковник. Должность начальника Санкт-Петербургского губернского жандармского управления занимал с 19.03.1883 по 28.01.1897. С 09.04.1889 — генерал-майор.
С 28.01.1897 — и. д. помощника Варшавского Генерал-губернатора по полицейской части. 06.12.1898 утвержден в должности помощника (содержание — 9500 рублей в год).
01.09.1899 уволен. 
Похоронен на Волковском православном кладбище в Санкт-Петербурге.